# Dioscorea simulans
Dioscorea simulans är en enhjärtbladig växtart som beskrevs av David Prain och Isaac Henry Burkill. Dioscorea simulans ingår i släktet Dioscorea och familjen Dioscoreaceae. Inga underarter finns listade i Catalogue of Life.